# Judson Laipply
Judson Laipply (* 22. března 1976) je americký influencer a youtuber.

## Život a kariéra
V letech 1993 až 1994 působil jako státní prezident Asociace studentských rad státu Ohio.
Nejvíce se proslavil svým vystoupením ve virálním videoklipu „Evolution of Dance“, který se stal jedním z nejznámějších videí na YouTube. Několik let bylo toto video nejsledovanější na platformě.
Od roku 2000 působí jako řečník. V červnu roku 2006 byl jeho kanál nejodebíranějším kanálem na YouTube, čímž se stal prvním mužským individuálním kanálem, který tento post oficiálně držel.

## V kultuře
V prosinci 2007 se objevil ve vánoční reklamě stanice BBC. Později se objevil ve videoklipu skupiny Weezer k písni „Pork and Beans“.
V únoru 2010 se zúčastnil amerického pořadu Jeopardy!. Objevil se v jedné epizodě seriálu Kancl.
Písničku „Evolution of Dance“ v show The Tonight Show Starring Jimmy Fallon parodovali Will Smith a Michelle Obamová.
V prosinci 2015 se objevil v každoročním pořadu YouTube Rewind.